# Richard Thaler
Richard H. Thaler (sinh ngày 12 tháng 9 năm 1945) là một nhà kinh tế học người Hoa Kỳ và là Giáo sư về Khoa học và Kinh tế Hành vi Ralph và Dorothy Keller tại trường kinh tế Booth của đại học Chicago.
Ông có lẽ được biết nhiều nhất đến như một nhà lý thuyết về tài chính hành vi, và với sự hợp tác của ông với Daniel Kahneman và những người khác trong việc định nghĩa lĩnh vực đó. Năm 2017, ông được trao giải Nobel về Khoa học Kinh tế vì những đóng góp của ông vào kinh tế học hành vi. Khi thảo luận về việc lựa chọn Thaler để trao giải Nobel, Học viện Hoàng gia Thuỵ Điển đã lý luận rằng "đóng góp của ông đã xây dựng một cầu nối giữa các phân tích kinh tế và tâm lý của việc ra quyết định cá nhân... Những phát hiện thực nghiệm và những hiểu biết lý thuyết của ông là những công cụ trong việc tạo ra một lĩnh vực mới và đang mở rộng nhanh chóng của kinh tế hành vi."